# Omega Andromedae
Omega Andromedae este o stea din constelația Andromeda.